# 과일

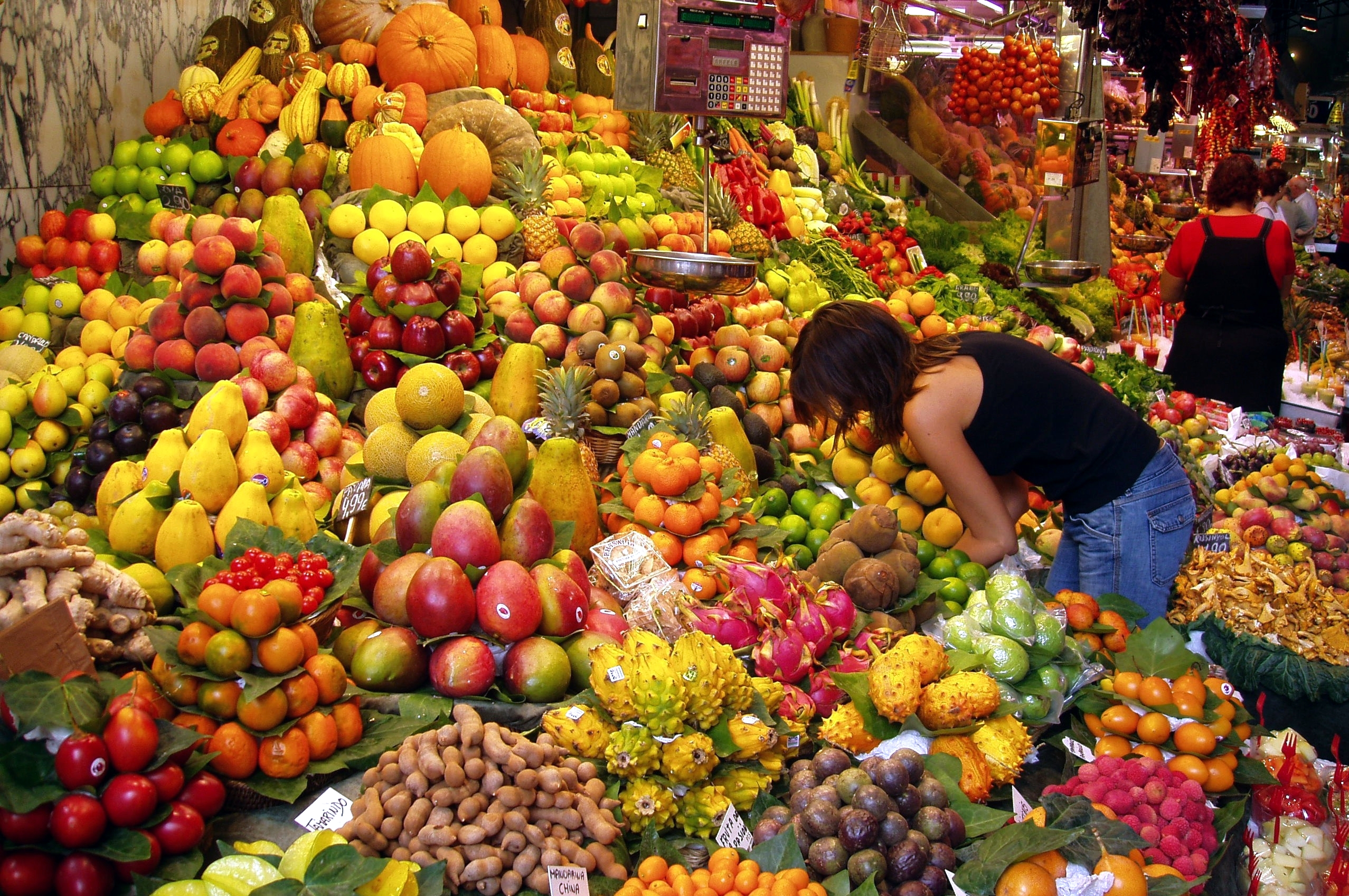
다양한 과일들이 노르웨이 툰스베르크의 REMA 1000 식료품점에서 판매되고 있다.

과일(果-)은 나무나 초본 식물에 달리는, 먹을 수 있는 열매를 가리킨다. 일반적으로 열매 부분은 버리고 씨만을 식용하는 호두는 과일로 분류하지 않는다. 은행은 겉씨 식물이므로 냄새가 나는 부분은 엄밀히 말해 열매가 아니다. 과일은 꽃이 곤충을 이용해서 암술과 수술로 수정, 즉 꽃가루받이가 되면 씨방에서 자라기 시작한다.
과일은 속시식물이 씨앗을 퍼뜨리는 수단이다. 특히 식용 과일은 공생 관계에 있는 인간과 다른 동물의 움직임을 사용하여 오랫동안 전파되어 왔으며, 이는 한 그룹에게는 종자를 퍼뜨리고 다른 그룹에게는 영양을 공급하는 수단이다. 인간과 다른 많은 동물들은 과일을 식량원으로 의존하게 되었다. 결과적으로 과일은 세계 농업 생산량의 상당 부분을 차지하며 일부(사과와 석류 등)는 광범위한 문화적, 상징적 의미를 획득했다.
일반적인 언어 사용에서 과일은 일반적으로 사과, 바나나, 포도, 레몬, 오렌지 및 딸기와 같이 일반적으로 달콤하거나 시큼하고 원시 상태에서 먹을 수 있는 식물의 씨앗과 관련된 다육 구조(또는 생산물)를 의미한다. 식물학적 사용에서 과일이라는 용어에는 견과류, 콩깍지, 옥수수 커널, 토마토 및 밀알과 같이 일상 언어로 일반적으로 '과일'이라고 부르지 않는 많은 구조도 당연히 포함된다.

## 과수
과수(果樹)는 넓은 의미로는 가공해서 먹거나 생식할 수 있는 과실을 생산하는 목본성 식물의 총칭이다. 좁은 의미로는 과실 수확을 목적으로 재배·관리하는 과일나무를 뜻한다. 산야에 자생하는 나무 가운데 식용할 수 없는 과실을 맺는 나무는 과수에 포함시키지 않는다. 반면 자생하면서 산야에서 식용이나 공업용 원료로 쓰이는 과실을 맺는 나무들을 유실수(有實樹)라고 한다. 유실수에는 은행이나 호두처럼 씨를 유용하게 쓰는 나무가 포함된다.

## 관련 단체
- 한국과수협회

## 같이 보기
- 열대 과일
- 과육
- 채소

## 참고 문헌
- 이 문서에는 다음커뮤니케이션(현 카카오)에서 GFDL 또는 CC-SA 라이선스로 배포한 글로벌 세계대백과사전의 "과수" 항목을 기초로 작성된 글이 포함되어 있습니다.